# Vallà
Vallà (Vaeà in veneto, Vallum in latino) è una frazione del comune di Riese Pio X in provincia di Treviso.

## Storia
La più antica presenza dell'uomo nel territorio del comune di Riese Pio X è attestata proprio a
Vallà: vicino a Ca' Miane è stata rinvenuta una punta di lancia in selce vicino risalente alla prima metà del III millennio a.C. (età del Rame, eneolitico).
Il toponimo sembra derivare da un villaggio della civiltà terramare fortificato e arginato posto lungo la via
chiamata anticamente Castelliero, ora via XXVII Aprile 1945, a ovest del centro abitato attuale e databile all'età del Bronzo (XV-XI secolo a.C.). I Romani indicavano infatti questi insediamenti come Vallum o Vallatum. I resti archeologici sono nel museo di Castello di Godego.
In epoca romana Vallà fu coinvolta nella costruzione della via Postumia (148 a.C.) e della via Aurelia (74 a.C.), e nella centuriazione del territorio (I secolo a.C.). Del periodo sono i resti di varie costruzioni (I-IV secolo d.C.).
La prima citazione scritta è però del 1153, dove compare come Villata. Altri documenti medievali riportano diverse denominazioni: Valà, Villatum, Vallado, Valado, Vala, Vallada.
In epoca Ottoniana la cappella di san Giovanni Battista di Vallà dipendeva dalla chiesa delle Cendrole pieve antica e matrice con battistero insieme alla cappella di Poggiana e Riese.
Ancor oggi il Santuario della Madonna delle Cendrole è oggetto di pellegrinaggio e devozione dei parrocchiani di Vallà. La parrocchia di S. Giovanni Battista fa parte della diocesi di Treviso e del vicariato di Castello di Godego retaggio storico del contesto medievale.
Nel medioevo fece parte del feudo di Godego appartenuto al vescovo di Frisinga in Baviera, quindi della famiglia da Romano o Ezzelini. Nei secoli seguì le sorti prima di Godego, riferimento del territorio poi con la costruzione da parte del comune di Treviso del nuovo centro Castelfranco Veneto. Tra i 32 feudarii ad abitare il nuovo castello ci sono i Volpati da Vallà anche successivamente nel 1277 il castello viene ripopolato da i da Vallà.
Tra il 1347 e il 1348 un'invasione di locuste dal nord europa precede l'arrivo della peste
Nel 1348 la zona a nord di Castelfranco fu colpita da una disastrosa tromba d'aria, accompagnata da una forte e impressionante grandinata, che causò la quasi totale distruzione dei villaggi vicini.
Nel corso del '400 il Senato della Serenissima fa realizzare e successivamente ampliare a fra Giovanni Giocondo il canale Brentella che porta acqua per l'irrigazione dei terreni aridi del trevisano.
Nel XVII secolo venne costruita la canonica, vicino alla vecchia chiesa.
Dal 1735 al 1747 si costruì la nuova chiesa parrocchiale, al posto dell'antica dedicata a San Giovanni Battista, su progetto dell'architetto Francesco Maria Preti.
Dal 22 dicembre 1807 durante il Regno Napoleonico d'Italia fece parte del dipartimento del Bacchiglione (Vicenza) nel cantone e comune di Castelfranco, per poi passare nel dipartimento del Tagliamento (Treviso). Successivamente fece parte della municipalità di Riese.
In seguito all'eruzione del vulcano Tambora in indonesia anche la castellana fa i conti con l'anno senza estate il 1816: in cui si verificano inondazioni e carestie e la scomparsa di cicale, cavallette e grilli. Nel 1817 in Veneto raddoppiano i decessi a causa del tifo petecchiale e la povertà dimezza i matrimoni.
Tra il XIX e il XX secolo la zona di Vallà fu duramente colpita da calamità naturali, malattie e guerre, facendone una delle aree più povere del Trevigiano. Particolarmente forte fu allora il fenomeno dell'emigrazione.
Il 18 febbraio 1911, dopo che Pio X tolse il veto di Pio IX sul divieto dei cattolici di partecipare alla vita politica nazionale, si costituì con un centinaio di iscritti la prima lega contadina o bianca della castellana.
Nel clima di scioperi e scontri che si susseguirono in tutto il territorio, il 7 giugno 1920 i coloni invasero e devastarono la Ca' Amata contro la locale Associazione Agraria dei proprietari terrieri.
Durante la prima guerra mondiale nel giugno del 1916 è operativo un campovolo tra Castello di Godego e Vallà per la consegna dei velivoli al fronte. Inoltre la necessità di supportare la prima linea con uomini e mezzi con la linea ferroviaria Castelfranco-Asolo, interessa il territorio di Vallà con la costruzione delle linee Decauville di supporto tra 1917 e 1918. 
Il 24 luglio 1930 un tornado EF5 originatosi alle Bocche di Brenta Tromba del Montello passa tra le località di: Godego, Vallà, Caselle d'Altivole e investendo Volpago del Montello con venti fino a 500 km/h per poi esaurirsi nel torrente Cellina
Diversamente dal resto del Comune di Riese, i partigiani di Vallà fecero parte del Brigata Cesare Battista -Battaglione Lenin Bovolato- e operarono a nord di Castelfranco Veneto. Il 27 aprile 1945, vigilia della liberazione, fu un giorno tragico per Vallà: tedeschi e fascisti, ormai sconfitti e in fuga, entrarono in paese uccidendo e ferendo civili e partigiani. Tre furono impiccati a Castelfranco, altri furono successivamente liberati.
Il 6 giugno 2009 Vallà viene colpita da una tromba d'aria EF3 con possibili danni di livello EF4.

## Sagra di S. Giovanni Battista
Il 24 giugno si svolge la sagra del patrono, un tempo quando l'economia era prevalentemente agricola, veniva festeggiato in tono minore visto la mole di lavoro nei campi, mentre si dava più importanza alla festa di S. Rocco in agosto mese vacanziero. Oggi si svolge presso gli impianti sportivi mentre un tempo si svolgeva sul sagrato e le vie del centro paese.

## Monumenti e luoghi d'interesse

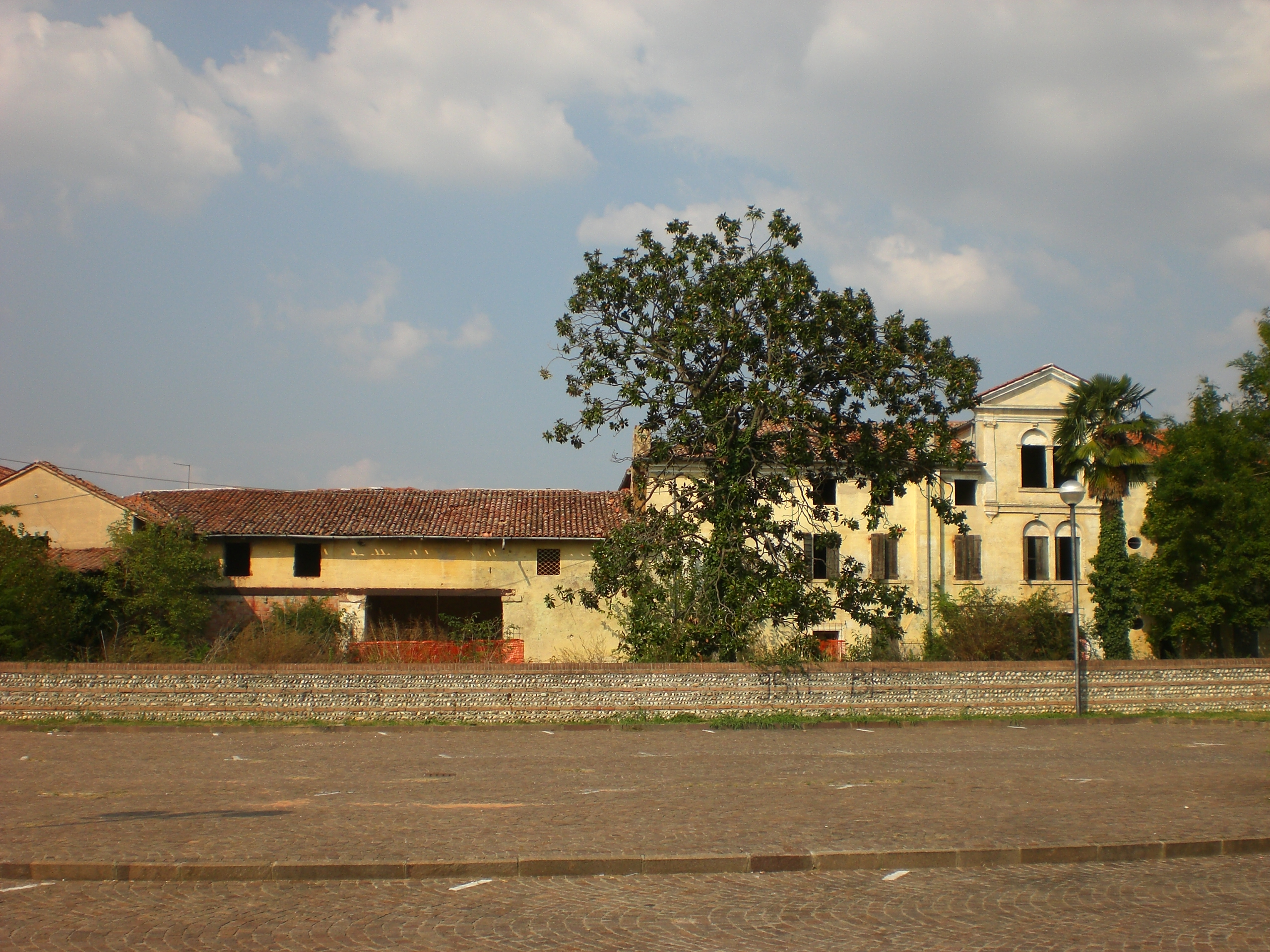
Villa Cecconi

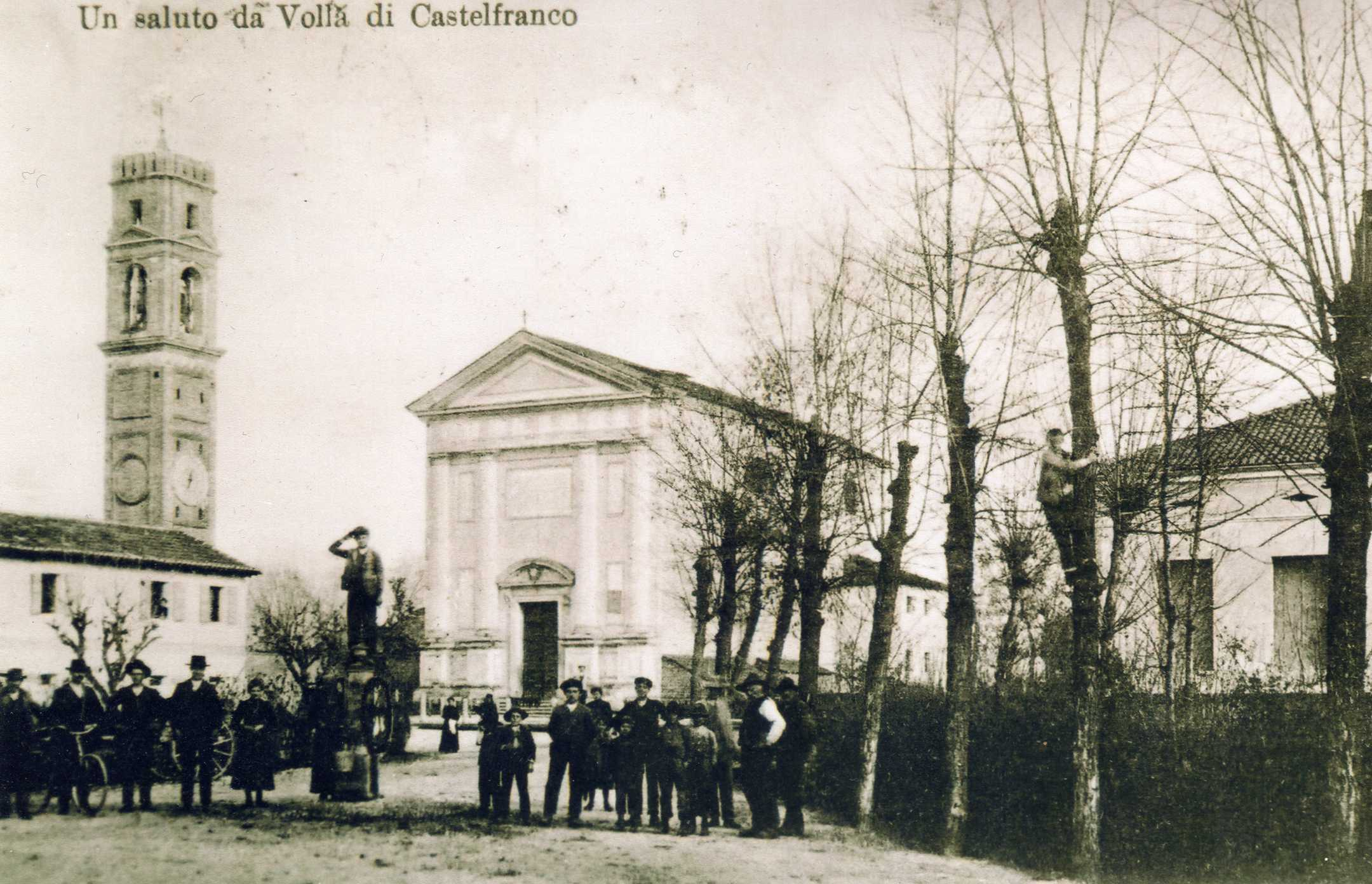
La parrocchiale in una vecchia cartolina

### Ville venete
- Casa canonica (XVII secolo)[2]
- Villa Cecconi  (XVIII secolo), probabilmente precedentemente villa Moretto proprietari anche del casino di campagna sito poco più a nord[3]
- Villa Colonna Bordignon (XVIII secolo), casino di campagna della famiglia Colonna parente del Preti[4]
- Ca' Miane (XIX secolo) con annessa cappella di campagna dedicata al san Girolamo Emiliani parente della famiglia[5]
- Ca' Dotto, abbattuta resta parte della barchessa
- Ca' Rossi, distrutta
- Ca' Amata si trova a sud del paese sul confine con Castelfranco Veneto all'interno del Golf Club.

### Altri monumenti
- Street Art, un progetto di rigenerazione urbana.[6]

## Sport

### Ciclismo
La società ciclistica U.C. Vallà è stata fondata nel 1975. Vallese è anche Matteo Tosatto, ciclista professionista dal 1997 al 2016.

### Calcio
Negli anni '70 nasce il G.S.Vallà, oggi fuso con le società calcistiche di Riese e Spineda nell'A.S.D. Union Riese S.P.V.

### Bocce
La Bocciofila S. Rocco è stata fondata negli anni sessanta.